# Flikkendag

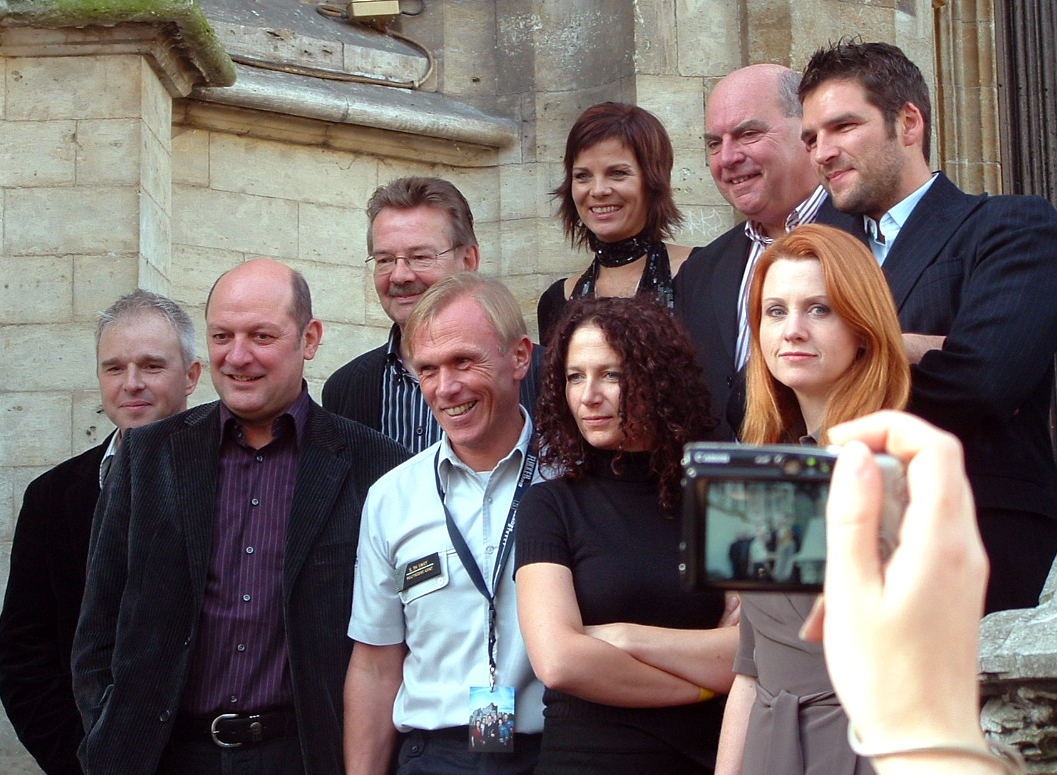
De laatste cast van Flikken op Flikkendag in Gent (2007). Van links naar rechts: Mark Tijsmans, Ludo Hellinx, Jo De Meyere, Commissaris Steven De Smet, Pascale Michiels (onder), presentatrice Geena Lisa (boven), burgemeester Daniël Termont, Ianka Fleerackers en Roel Vanderstukken.

Flikkendag is de fandag van de serie Flikken. Het evenement vond telkens plaats in Gent, tevens de thuishaven van de serie. Tussen 1999 en 2008 vonden er tien edities plaats.

## Ontstaan
In 1998 hield de Gentse politie een opendeurdag in het Algemeen Politiecentrum Gent in de Ekkergemstraat, onder de naam Kinderpolitiedroomdag. Er kwamen zo'n 5.000 bezoekers op af, ondanks het slechte weer van die dag.
Ondertussen was bij de VRT het idee ontstaan om een waardige opvolger te maken voor de succesreeks Heterdaad. Na contact te hebben gehad met de Gentse politie, werd besloten om de serie te laten afspelen in Gent. Het Gentse politiekorps kon wel een beetje positieve publiciteit gebruiken, aangezien het destijds vooral negatief in het nieuws kwam.
De VRT had enkele succesvolle fandagen omtrent de serie Windkracht 10 achter de rug, en besloot om ook voor Flikken een fandag in het leven te roepen. De acteurs uit de serie moesten de trekpleister worden. Dat is ook gelukt: kwamen er in de eerste jaren tot ongeveer 25.000 mensen, in 2007 waren er zo'n 125.000 fans in Gent aanwezig.

## Flikken4Specials
Naar aanleiding van het Europees Jaar voor Personen met een Handicap werd in 2003 voor het eerst Flikken4Specials georganiseerd, een Flikkendag aangepast voor gehandicapte Flikkenfans en hun begeleiders. Tot en met de laatste Flikkendag werd ook Flikken4Specials een jaarlijks terugkerend evenement, gepland op de zaterdag voorafgaand aan Flikkendag.
In 2007 werd Flikken4Specials eenmalig vervangen door SportDOEdels, een sportevenement geschikt voor alle mensen, met of zonder handicap en van alle leeftijden. Het evenement werd gehouden op het recreatiedomein Blaarmeersen in Gent.
In tegenstelling tot de normale Flikkendag werd Flikken4Specials na het stopzetten van de serie behouden. In 2010 werd het evenement georganiseerd als Gent4Specials, maar keerde in 2011 terug als Flikken4Specials. Het evenement wordt sinds 2010 niet meer georganiseerd in de Gentse binnenstad.

## Flikken Undercover
Begin 2004 was er plots sprake van dat Flikkendag zou verhuizen naar de Flanders Expo in Gent, en daarmee een overdekt, betalend evenement zou worden. Dit plan werd in het leven geroepen om zo de financiële druk op de stad Gent te verminderen. Door saneringsplannen zou er flink gesneden moeten worden in de budgetten voor evenementen in de stad. Toenmalig burgemeester Frank Beke verklaarde in 2004 nog de nodige logistieke steun en personeel te bieden, maar daarna zou de organisatie van Flikkendag zelf uit de kosten moeten komen. Er was ook sprake van een nieuwe naam, Flikken Undercover. Bovendien had het een meerdaags evenement moeten worden. Uiteindelijk is het plan om Flikkendag betalend te maken geschrapt, wegens de vele negatieve reacties van de fans.

## Flikken Adieu
In juni 2008 werden de laatste scènes van Flikken opgenomen en er kwam dus noodgedwongen ook een einde aan de Flikkendag. Op 28 september 2008 werd de laatste echte Flikkendag georganiseerd. Naast de meeste hoofdrolspelers die de serie heeft gekend doorheen de jaren, waren ook enkele belangrijke gastacteurs aanwezig, waaronder Kadèr Gürbüz, Margot De Ridder en Serge-Henri Valcke.
Ter gelegenheid van de laatste aflevering van Flikken vond op 18 april 2009 een laatste Flikken-evenement plaats. In eerste instantie werd dit aangekondigd als Flikken Gala-dag, maar later werd het omgedoopt tot Flikkenparty. Op de affiche staat echter Flikken Adieu, naar die naam verwees men ook tijdens het evenement. Het evenement bestond uit straatanimatie, een Flikkenspel, handtekeningensessie en optredens op het hoofdpodium. Daarnaast stelde Kinepolis vijf zalen ter beschikking voor de avant-première van de laatste aflevering.

## Flikkenband
Speciaal voor de Flikkendagen werd een speciale Flikkenband in het leven geroepen. Deze band bestond uit enkele acteurs uit de serie, gesteund door een groep professionele muzikanten en enkele andere artiesten.
Leden
- Andrea Croonenberghs
- Mark Tijsmans
- Margot De Ridder
- Roel Vanderstukken
- Boudewijn de Groot
- Werner De Smedt
- Mathias Sercu
- Veerle Malschaert
- Sarah
- Peter Evrard
- Raf Van Brussel
- Dirk Cassiers (van de band Soulbob)

Op de Flikkenparty werden de zingende acteurs gesteund door de Miguel Wiels Band.

## Flikkendag Maastricht
In 2006 werd besloten dat Flikken een Nederlandse spin-off zou krijgen, wegens het grote succes van de Vlaamse reeks in Nederland. Niet lang daarna werd Maastricht gekozen als de stad waar de serie - Flikken Maastricht dus - zich zou gaan afspelen. Uiteraard kon een Flikkendag in Maastricht natuurlijk niet uitblijven. Op 7 september 2008 vond de eerste editie plaats, in het bijzijn van de acteurs uit de serie. Verder verschilt de Maastrichtse Flikkendag weinig van de Gentse. De tweede editie werd gehouden op 25 september 2010, die door zo'n 100.000 mensen werd bezocht.